# PD-128,907
PD-128,907 je lek koji se koristi u naučnim istraživanjima. On deluje kao potentan i selektivan agonist dopaminskih D2 i D3 receptora. On se koristi za studiranje uloge tih receptora u mozgu. U životinjskim studijama je pokazano da redukuje toksičnost kokainskog predoziranja, te možda može da bude korstan u razvoju lekova kojima se tretiraju takva stanja kod ljudi.

## Spoljašnje veze
|  | Molimo Vas, obratite pažnju na važno upozorenje u vezi sa temama iz oblasti medicine (zdravlja). |